# Hans Ulrich Gumbrecht
Hans Ulrich "Sepp" Gumbrecht (Wuerzburg, Alemanha. 1948) é formado em Teoria Literária, transitando por áreas como filosofia, história cultural e da literatura, e epistemologías. É, desde 1989, professor de literatura comparada da Stanford University ocupando a cadeira Albert Guérard. Suas múltiplas abordagens articulam, através da análise literária e da cultura, propostas de reflexão acerca das sociedades humanas desde o período medieval até o século XXI, com ênfase no contexto da contemporaneidade. É autor de uma série de livros, muitos traduzidos e publicados em vários países, onde discute noções como estética, identificação, temporalidades, latência e "materialização da presença". Essa última noção seria uma das principais contribuições do autor, pensando especialmente as diferentes formas de manifestação da "presença" ou de "presentificação" em distintos contextos, sendo ela capaz de exceder a dimensão material da vida.

## Principais obras publicadas

### Nos Estados Unidos
- 1992: Making Sense in Life and Literature
- 1998: In 1926: Living at the Edge of Time. Harvard University Press
- 2004: Production of Presence: What Meaning Cannot Convey
- 2006: In Praise of Athletic Beauty.
- 2006: Heidegger's Two Totalitarianisms
- 2013: After 1945: Latency as Origin of the Present

### Na Alemanha
- 1990: Eine Geschichte der spanischen Literatur.
- 2002: Vom Leben und Sterben der grossen Romanisten
- 2008: Geist und Materie - Zur Aktualität von Erwin Schrödinger
- 2010: California Graffiti – Bilder vom westlichen Ende der Welt
- 2011: Stimmungen lesen

### No Brasil
- 1998: Modernização dos Sentidos
- 1999: Em 1926 - Vivendo no limite do tempo
- 2003: As funções da retórica parlamentar na Revolução Francesa
- 2007: Elogio da Beleza Atlética
- 2010: Produção de Presença: o que o sentido não consegue transmitir
- 2012: Graciosidade e Estagnação: Ensaios escolhidos
- 2014: Atmosfera, ambiência, Stimmung: sobre um potencial oculto da literatura
- 2014: Depois de 1945 - Latência como origem do presente
- 2015: Nosso amplo presente - o tempo e a cultura contemporânea
- 2021: Os poderes da filologia: dinâmica de conhecimento textual